# しんせい (人工衛星)
しんせい（第1号科学衛星MS-F2）は、東京大学航空宇宙研究所（後の文部省宇宙科学研究所、現宇宙航空研究開発機構宇宙科学研究本部）が打上げた、日本初の科学衛星である。名前は「新星」に由来する。開発・製造は日本電気が担当した。
当機の前にMS-F1という衛星が開発されており、Μ（ミュー）ロケットで打ち上げられる衛星第一号となるはずであったが、打ち上げ機のM-4Sロケット1号機が打ち上げに失敗したため、ロケット打ち上げ能力を調べるための試験衛星MS-T1（たんせい）の後に第二のフライトモデルである当機が打ち上げられた。MSは"Mu Satellite"の略、Fはフライトモデルであることを示す。

## 目的
日本は1970年に初の人工衛星「おおすみ」を打ち上げたが、この成功以前から人工衛星を科学観測に用いる計画は存在した。1964年には第一号科学衛星による観測項目を提案するためのシンポジウムが開かれ、最終的にはこれまで観測ロケットでの実績があった中から、太陽電波、宇宙線、電離層の観測が最初の科学衛星の目的として採用された。
工学的には、研究者の道具となり得る有用な人工衛星を作ることが目標となった。「おおすみ」は、衛星の搭載機器を正常に動作させるのに必要最低限の設計すらされておらず、当時の開発者の中には彼機を衛星とは考えない者もいた。当機の前に打ち上げられた「たんせい」の開発がMS-F1の打ち上げ失敗後に急遽始められたことを考えると、当機は日本で最初に開発された本格的な人工衛星であるといえる。

## 運用
1971年9月28日13時00分 (JST) 、鹿児島宇宙空間観測所からM-4Sロケット3号機によって打ち上げられ、近地点874km、遠地点1,871km、軌道傾斜角32度の軌道に投入された。フェアリング開頭時に電子温度測定用プローブが空力加熱で損傷した他、宇宙線観測用のガイガー計数管の1つが40周目から動作不良を起こすなど、観測機器の一部は故障したものの、多くは正常に動作した。
1973年6月、運用を終了した。

## 成果
科学的な成果として主なものは
- 太陽の短波帯電波の発生メカニズムを解明
- 南米上空での電離層異常、宇宙線異常の発見

がある。南米上空の異常現象については「たいよう」など、のちの衛星で詳しく観測された。
また、工学的にも衛星の設計と運用に関して多くのノウハウを得た。